# AIGLX

GLX i AIGLX versus direct rendering.

AIGLX (Accelerated Indirect GLX) és un projecte de codi obert iniciat per la fundació X.Org i la comunitat de Fedora Core per oferir la capacitat de renderitzar acceleració indirecte GLX a X.Org i als controladors DRI. Això permet als clients de X remots tenir un renderitzat per maquinari sobre el protocol GLX. AIGLX també és un component necessari per oferir un bon rendiment usant compositors de finestres OpenGL, com el Compiz o el Metacity.

## Desplegament
El projecte AIGLX s'ha unit amb les X.Org i està disponible a les X.Org 7.1. Només Fedora Core pot usar l'AIGLX automàticament, la instal·lació per repositoris està disponible a la versió 5 de Fedora. Alguns usuaris han tingut èxit en l'ús d'AIGLX i Compiz a l'Ubuntu 6.06, la versió Dapper Drake, tot i així, l'Xgl segueix sent més famós entre la comunitat d'Ubuntu. Els usuaris de Gentoo han instal·lat AIGLX usant la versió 7.0 de les X.Org i algunes compilacions pròpies.
A més a més, la versió 7.1 de X.Org ofereix alguns canvis al controlador ABI. El suport de maquinari pel producte està limitat als controladors lliures: actualment la generació R200 i anteriors de les ATI Radeon, (els controladors de les R300 estan en desenvolupament) i algunes Intel integrades a les plaques base. No hi ha cap targeta gràfica NVIDIA suportada a la versió 7.1 de les X.Org. Els controladors d'NVIDIA privatius han suportat AIGLX des del primer llançament, molt abans que AIGLX fos integrat al projecte X.Org. Tot i així, els controladors 8x.xx d'NVIDIA necessiten algunes característiques més per poder córrer Compiz i altres compositors de finestres.

## Relació amb el projecte Xgl
Tot i que el projecte AIGLX té algunes característiques que el fan similar a l'Xgl, no són productes compatibles. El projecte AIGLX va ser iniciat perquè l'Xgl va ser escrit a portes tancades, sense mostrar a la comunitat el seu desenvolupament, de manera que aquesta no va poder opinar, la qual cosa va en contra de la filosofia del programari lliure. També hi ha crítiques referents al sistema que usa Xgl, que necessita moltes menes característiques i revisions per ser realment usable. Però està acordat que els dos projectes (AIGLX i XGL) compartiran codi i amistat per obtenir la compatibilitat millorar conjuntament els dos sistemes.